# آن کاکس چمبرز
آن کاکس چمبرز (به انگلیسی: Anne Cox Chambers) (زاده ۱ دسامبر ۱۹۱۹ – درگذشته ۳۱ ژانویه ۲۰۲۰) دیپلمات اهل ایالات متحده آمریکا بود. در ۱ دسامبر ۱۹۱۹ در دیتون، مرکز ایالت اوهایو آمریکا به دنیا آمد. او فرزند جیمز میدلتون کاکس، مؤسس شرکت کاکس اینتر پرایزز بود. این شرکت در آتلانتا واقع شده و یکی از موفق‌ترین مؤسسه‌های انتشاراتی آمریکا محسوب می‌شود.
آن کاکس چمبرز یکی از بانوان باشگاه میلیاردرهای جهان بود که شرکت به ارث رسیده از پدرش را اداره می‌کرد. بر اساس اطلاعات منتشر شده مجله فوربس، وی در سال ۲۰۱۰ در سن ۹۱ سالگی با سرمایه ۱۰ میلیارد دلار به رتبه ۶۴ جدول برترین‌های ثروت جهان دست یافت.